# Akuntsu
De Akuntsu (ook aangeduid als Akunt'su) zijn een inheems volk in Brazilië. Zij wonen in het zuidoosten van de staat Rondônia. Het volk is met uitsterven bedreigd. In 2016 waren er nog slechts 4 Akuntsu over. Zij spreken een taal van de familie Tupari, van de Tupi-stam.

## Naamgeving
De mensen van het volk duiden zichzelf niet aan met de naam Akuntsu. Ze werden zo aangeduid door andere volken (ook wel als Akontsu of Wakontsu). De term betekent waarschijnlijk "andere indianen".

## Woongebied
De Akuntsu wonen in twee kleine nederzettingen in de bossen langs een stroompje dat Omerê heet. Deze komt uit in de rivier Corumbiara.
Het is een klein stuk beschermd bosgebied. Vroeger was het land eigendom van een grootgrondbezitter, maar aan het eind van de jaren '80 is het door FUNAI onteigend ten behoeve van de Akuntsu.
Het bos is equatoriaal woud op droge grond. Er zijn wat kleine heuveltjes, en maar weinig waterbronnen. Het gebied wordt bedreigd door de oprukkende veeteelt.
In 1999 is er een technische commissie gekomen die het leefgebied van de Akuntsu en de Kanoê heeft gedemarkeerd. In 2002 riep het Ministerie van Justitie het reservaat Terra Indígena Omerê ("Inheems Land Omerê") voor deze volken uit. De president van Brazilië moet deze beslissing nog bekrachtigen.

## Geschiedenis
Vroeger bewoonden de Akuntsu een groter gebied in de huidige staat Rondônia. Andere volken namen liever geen contact met hen op, omdat ze gevreesde krijgers waren.
Er zijn enkele conflicten met houtkappers geweest. In de jaren 80 vernietigden deze een nederzetting, en doodden meer dan 15 Akuntsu.
In 1986 gaf FUNAI toestemming aan de grootgrondbezitter om het gebied te betreden, omdat deze aangaf dat er geen inheemse stammen meer woonden. Een medewerker van FUNAI gaf de zoektocht echter niet op, waarbij hij zelfs met de dood bedreigd werd. In 1995 vond hij de Kanoê, nadat hij op satellietbeelden een akker van hen gezien had. Deze wezen hem naar de Akuntsu.
De Akuntsu hebben nog steeds angst voor buitenstaanders, en benaderen hen niet zonder eerst afwerende rituelen uit te voeren.

## Voeding
De Omerê levert niet veel voedsel op, hoogtens wat kleine vissen. De Akuntsu leven vooral van de jacht op navelzwijnen, tapirs en paca's. Verder eten ze vruchten en hebben ze een klein veldje waarop ze gewassen verbouwen.

## Handvaardigheid
Het bekendste wat de Akuntsu fabriceren is de marico. Dit is een soort draagzakje, gemaakt van vezels van de palmsoort Bactris Setosa. Hij wordt op het voorhoofd gedragen, en er worden kleine dagelijkse producten in opgeborgen.
Verder maken ze kleine sieraden van keramiek, zoals arm-, been- en enkelbanden. Vaak versieren ze deze met kleine stukjes leer of veren. Hun halsbanden versieren ze met schelpen en zaadjes, en sinds het contact met de blanken ook met kleine stukjes plastic.
De bogen maken ze ook van een palmsoort. De pijlen hebben soms drie punten, en zijn versierd met rode draden.
Verder maken de Akuntsu houten fluiten, waarop ze ook spelen.

## Religie
De religie van de Akuntsu is een vorm van het sjamanisme. Hierbij blazen ze stof van bloemen van de soort Mimosoideae naar elkaar toe. Met hun pijl-en-boog in de hand zingen ze en stampen ze op de grond. Ze roepen geesten op en raken daarbij in trance.
1. ↑  (en) test Leader and last ever shaman of tiny Amazon tribe dies in Brazil SurvivalInternational.org, 6 juni 2016, geraadpleegd 29 augustus 2022